# 教訓絵

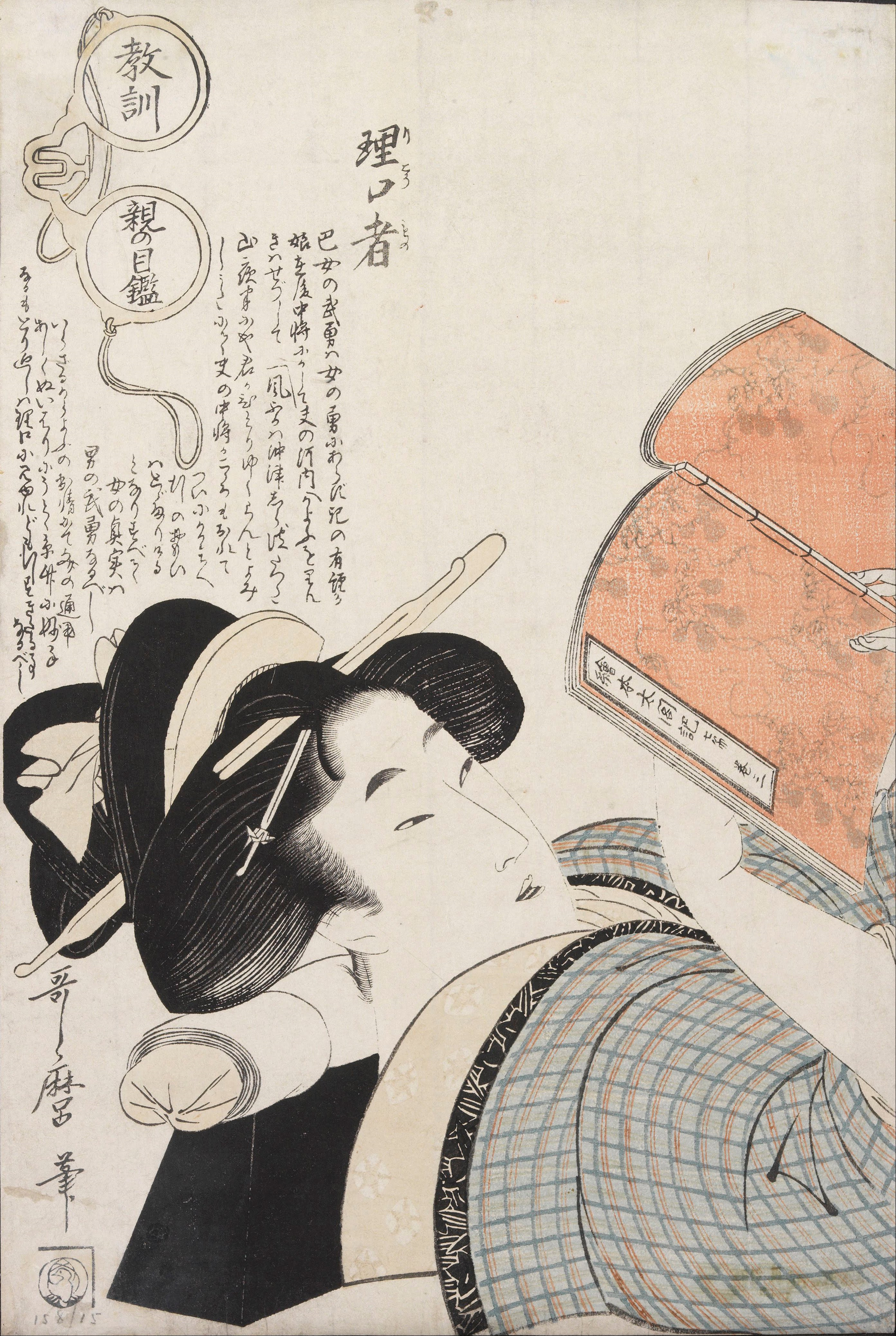
喜多川歌麿『教訓親の目鑑 理口者』／享和3年（1803年）刊の教訓絵。「利口者」と書くべきところを「理口者」としているのは、理屈っぽくなりがちな女性の改めるべき注意点を含意した当て字と解釈されてもいる。

教訓絵（きょうくんえ）とは、江戸時代から明治時代にかけて描かれた浮世絵の様式のひとつ。女性の一生に起こり得る様々な場面を想定して、その時の心構えや教訓として何かを教えるための浮世絵を指す。教訓画（きょうくんが）ともいう。

## 概要
教訓絵には、一流の浮世絵師が筆を取ったものがあり、美しい絵本として眺めて楽しめ、女性に限らず多くの人々に親しまれたようである。江戸幕府はキリスト教を禁止し、社寺の方は保護したから、社寺と庶民教化のことは考えていた。しかし、織田信長、豊臣秀吉と同じく対宗教については慎重で、政策的には強く宗教界を支配した。信徒の結集を恐れていたため、厳しい取締りもあった。その点、儒教に対しても飽くまで幕府を支えるべき論理の枠内で、全て教化政策の一端であったから、初期の草双紙にも教訓的なものは薦められたし、好色物や歴史物、諷刺的な物は禁圧されても、倫理教訓的な物は許されていた。この江戸時代には一貫した教訓絵の流れを見ることも出来るが、こうした公許的な題材や教訓絵は、自由に取材したい浮世絵師にとって力の入り様が無かった。ただ、日頃描きまくっている作品が、ご法度になったり、圧力がかかったりすると、その時だけは教訓絵に手を出すということが繰り返されたのであった。また封建社会では、忠孝の道が奨励されたから、それに関した題材も少なくなかった。日本本土のみならず、歌川国芳のように『二十四孝童子鑑』のシリーズを描いたり、宗教的な物として『高祖一代略図』のように日蓮の伝記的な作品もあった。
浮世絵師の作品のうち、浮世絵の初期に質量ともに注目されたのは西川祐信の往来物版本で、絵の内容に合わせた女性の姿を優雅に描き出すスタイルを、その後、江戸の絵師たちも積極的に模倣した。それから、教訓的な文と女性の風俗画とを合わせた一枚物の教訓絵が現れ、鈴木春信の揃物「五常」や、喜多川歌麿の揃物『教訓親の目鑑（きょうくん おやのかがみ）』などが代表作として挙げられる（■右に画像あり）。「五常」とは儒教の教えで、人が常に守るべき五つの道徳の仁・義・礼・智・信のことで、鈴木春信の五常シリーズは、この思想をヒントに教訓になる歌を添え、優しく導いた5枚の揃物である。『五常 智』は智のイメージに相応しく、習字の練習をする少女とそれを教える娘、『五常 仁』は日常生活の中での人への思いやり（仁）を表している。喜多川歌麿の『教訓親の目鑑』シリーズの全10図は、欠点の多い女性を鋭く評価・分析して、本人ではなく親への教訓に結びつけている新しい視点を持った教訓絵であった。その中の『俗二云ぐうたら兵衛』の朝遅くに起き出したばかりの女性は、髪は乱れ、目もはっきりとは見開かれていない様子で、これから歯磨きをするところのようである。『俗二云ばくれん』の、ゆでた蟹を左手に持ち、右手にギヤマン（ガラス）製のグラスで酒をあおる姿は、すれっからしを意味する「莫連」に相応しい有様である。しかし、ダメ娘たちをけなしながらもそれぞれの個性の中に美点を見つけ、どこか愛せる見映えを残してレベルの高い美人画に仕上げているところが歌麿の真骨頂であった。図柄が面白く、見るだけでも楽しめる教訓絵は、現代ならば書店に数多く並ぶ冠婚葬祭やビジネスなどのマナー本に近いものかもしれない。教訓は生きていくための道しるべになり、それが心の癒しやヒーリングにも繋がっていく。
また、明治期にはかなり歴史教訓的なシリーズ、あるいは木版の教育掛図が描かれた。例えば、小林清親、井上安治、月岡芳年ら合作による『教導立志基』などがあるが、これも明治政府の教化方針に従ってのことであった。このうち、清親は1882年（明治15年）以降になってから、教訓絵などを描いており、例として『日本修身入門掛図』が挙げられる。ほかには、歌川国輝が貞重の名で描いた『教訓三界図会』が良く知られている。一般には浮世絵全体の総量からみても、この方面は数量は少ない。また、優れた作品もわずかといえる。